# Дегинген
Дегинген (њем. Deggingen) општина је у њемачкој савезној држави Баден-Виртемберг. Једно је од 38 општинских средишта округа Гепинген. Према процјени из 2010. у општини је живјело 5.508 становника. Посједује регионалну шифру (AGS) 8117014.

## Географски и демографски подаци
Дегинген се налази у савезној држави Баден-Виртемберг у округу Гепинген. Општина се налази на надморској висини од 492 метра. Површина општине износи 22,7 km². У самом мјесту је, према процјени из 2010. године, живјело 5.508 становника. Просјечна густина становништва износи 243 становника/km².